# Military Mobility
Military Mobility ist eine EU-Initiative zur Gewährleistung einer raschen und nahtlosen Verlegung von militärischem Personal, Material und Gütern, auch kurzfristig und in großem Umfang, innerhalb und außerhalb der EU. Sie zielt darauf ab, ein gut vernetztes Netz mit kürzeren Reaktionszeiten und einer sicheren und widerstandsfähigen Infrastruktur zu bilden. Military Mobility ist eines der ersten Projekte, die im Rahmen der Ständigen Strukturierten Zusammenarbeit im Verteidigungsbereich (PESCO) der Europäischen Union gestartet wurden. Dieses Projekt unterstützt die Verpflichtung der Mitgliedstaaten zur Vereinfachung und Standardisierung grenzüberschreitender militärischer Transportverfahren. Außerdem beteiligen sich Kanada, Norwegen und die Vereinigten Staaten an dem Projekt.
Die Europäische Union verstärkt unter diesem Gesichtspunkt die Mobilität durch den Ausbau von Verkehrsprojekten auf der Schiene und auf der Straße. Das unter der Koordination der Niederlande stehende Projekt hat folgende Teilnehmerländer: Deutschland, Belgien, Bulgarien, Estland, Finnland, Frankreich, Griechenland, Italien, Kroatien, Lettland, Litauen, Luxemburg, Österreich, Polen, Portugal, Rumänien, Schweden, Slowakei, Slowenien, Spanien, Tschechien, Ungarn und Zypern.
Eine Maßnahme ist die Ertüchtigung des deutschen Schienennetzes für eine Zuglänge von 740 m im Schienengüterverkehr.